# Charles Thomas Longley
Charles Thomas Longley (28 juillet 1794 – 27 octobre 1868) est un ecclésiastique britannique, premier évêque de Ripon en 1836. Il devient par la suite archevêque d'York (1860), puis archevêque de Cantorbéry (1862).